# Quinto Fabio Máximo Emiliano
Quinto Fabio Máximo Emiliano (en latín, Quintus Fabius Q. f. Q. n. Maximus Aemilianus) (189 a. C. - 130 a. C.) fue un político y cónsul de la República de Roma.

## Biografía
Fabio era por adopción un miembro de la gens patricia Fabia, pero por nacimiento era el hijo mayor de Lucio Emilio Paulo Macedónico y de su esposa Papiria y hermano mayor de Publio Cornelio Escipión Emiliano adoptado a su vez por la Gens Cornelia, Al mismo tiempo, ambos hijos continuaron viviendo en la casa de su padre, quien, según Plutarco, amaba a sus hijos más que cualquier otro romano. Fue el padre de Quinto Fabio Máximo Alobrógico.
Fabio, en 168 a. C., sirvió bajo las órdenes de su padre biológico en la tercera guerra macedónica, y fue enviado por su padre a anunciar a Roma la victoria en Pidna, y durante su triunfo en 167 a. C. Compartió el triunfo con su padre y su hermano menor. 
Fabio sirvió como pretor en Sicilia entre los años 149 a. C.-148 a. C. en Lilibea tomó trescientos rehenes cartagineses, a quienes transportó de inmediato a Roma. Obtuvo el consulado en 145 a. C. junto a Lucio Hostilio Mancino, siendo su provincia Hispania, donde a no pudo conseguir ningún éxito importante. En Roma en el invierno de 145-144 a. C. El tema de extender los poderes de Quinto Fabio fue discutido activamente. Los dos nuevos cónsules, Lucio Aurelio Cota y Servio Sulpicio Galba, reclamaron el mando en Hispania. Pero Escipión Emiliano, defendió los intereses de su hermano, aprovechó la ambigua reputación de ambos solicitantes: Cotta una vez trató de usar sus poderes de tribuno para evitar pagar a los acreedores, y Galba era conocido por su avaricia, aunque era considerado uno de los romanos más ricos. 
Tras su consulado obtuvo el gobierno proconsular de Hispania, donde, llevando su campaña con gran energía, combatió y obtuvo la primera y única victoria romana sobre Viriato en un episodio de las Guerras Lusitanas, pero fracasó en su captura, ocasionando que las guerras en Hispania continuasen hasta que Numancia fuera arrasada hasta los cimientos por su hermano una década más tarde, Quizás Quinto Fabio participó en la embajada en Creta en 140 a. C. En 134-133 a. C. Él comandó la mitad del ejército de su hermano durante el asedio de Numancia y ya no se menciona en las fuentes. Presumiblemente, Máximo Emiliano murió antes del 129 a. C.
Fabio y su hermano eran pupilos y patrones del historiador Polibio, que los describió como un ejemplo de unión fraternal, a pesar de que debido a su adopción crecieron en casas diferentes.